# Fon (fonetik)
En fon är inom lingvistiken, speciellt fonetiken, det minsta urskiljbara ljudsegmentet i mänskligt tal som frambringas av talapparaten och som ingår i ett talat språk. Foner beskrivs på fysikaliska grunder (vilka akustiska egenskaper de har) och inget avseende fästs vid hur fonerna påverkar ordens betydelse. Närliggande och ibland synonyma begrepp är segment och (språk)ljud, engelska (speech) sound,
Begreppet fon, som studeras inom fonetiken, skall skiljas från fonem, som studeras inom fonologin: foner som har något olika akustiska egenskaper representerar i ett visst språk samma fonem, om variationen mellan fonerna inte kan ändra betydelsen hos ord.
En fon (ett segment) är en enskild fysikalisk händelse. Foner (segment) åtskiljs auditivt eller med mätinstrument. Foner transkriberas fonetiskt med symboler från Internationella fonetiska alfabetet (IPA), som är utformat för att fonetiskt kunna återge alla språkljud i alla språk, varvid symbolerna sätts inom hakparentes [ ]. 
Ordet fon är tvetydigt. Flera framställningar av fonetisk teori utsträcker betydelsen av ”fon” till att beteckna en typ av ljud, snarare än en enskild fysikalisk händelse. En IPA‑symbol inom hakparentes kan därför också vara en beteckning för en typ av ljud, vilket ytterst leder till att beteckningssättet för allofoner (varianter av fonem) blir detsamma som sättet att transkribera ett segment i faktiskt tal.
När fonetiker låter fon beteckna det första steget av typisering och abstrahering snarare är varje fysikaliskt ljud, blir ”fon” och ”segment” inte helt synonyma.

## Teori om foner

### Segment (foner) som fysikalisk verklighet
Vetenskaplig forskning om språkljud utgår vanligen från postulaten att talat språk kan beskrivas som en följd av distinkta, åtskilda (engelska discrete) foner (ljudsegment), och att dessa foner i världens alla språk hämtas från en ändlig mängd möjliga ljud.
De teoretiska antagandena att talat språk kan delas upp i segment på fysikaliska grunder, och att där finns en universell uppsättning möjliga foner, har ifrågasatts för att antagandena inte skulle vara grundade i verkligheten. Mycket av informationen i talat språk finns i relationer som sträcker sig över flera ljud. Verkligt talat språk är ett kontinuum i vilket ett ljud gradvis kan övergå i ett annat. På fysikaliska grunder skulle sådana övergångar kunna räknas som segment. Uppdelning av tal i segment är därför ibland beroende av kunskap om det talade språkets fonem. Modellen med fonetiska segment, och ett ändligt antal av typer av foner, har dock visat sig användbar och teoretiskt försvarlig.
Segment indelas i vokaler och konsonanter. Vid uttal av vokaler är ansatsröret relativt öppet; vid uttal av konsonanter relativt slutet, eller momentant helt slutet.

### Foner är icke analyserade ljud
En fon (ett segment) är ett icke analyserat språkljud. En fon urskiljs i talflödet utan att forskaren uttalar sig om dess fonologiska status, huruvida den är ett betydelseskiljande fonem.
Många svensktalande uttalar orden ⟨fin⟩, ⟨vin⟩, ⟨sil⟩, ⟨ila⟩, ⟨ivrig⟩ med ett j‑ljud efter i‑ljudet. En fonetiker skulle i fonetisk transkription transkribera sådant tal som [fiːjn], [viːjn] och så vidare. I [fiːjn] noteras fyra segment som representeras av var sitt tecken, [f], [i], [j] och [n] (triangulärt kolon ː visar att ett segment är långt).  En fonologisk analys skulle dock visa att [iːj] är en variant (allofon) av det svenska fonemet /iː/; fonologisk transkription vore /fiːn/, /viːn/ och så vidare. I ordet ⟨fin⟩ identifieras tre fonem – /fiːn/ – även om talaren uttalar ordet som [fiːjn]. Användningen av ⟨⟩, [] och // i transkription förklaras nedan.

### Suprasegementala aspekter på talat språk
Talat språk kan inte uttömmande beskrivas som en följs av segment. Förutom en följd av segment (foner) utmärks talat språk av suprasegmentell information (prosodem) som kvantitet (längd) och tonaccent. Suprasegmentella egenskaper sträcker sig över en följd av flera segment.

## Transkription och Internationella fonetiska alfabetet
När segment transkriberas fonetiskt används vanligen Internationella fonetiska alfabetet (IPA). I fonetisk transkription sätts IPA‑symbolerna inom hakparenteser, som i [fiːjn]. Fonematisk transkription i fonologisk analys markeras med snedstreck, /fiːn/, och transkription med ett språks vanliga skrivtecken markeras ibland med vinkelparenteser, ⟨fin⟩. Suprasegmentell information (prosodem) transkriberas i IPA genom specialtecken, som sätts bredvid eller över symbolerna för segment.

## Visualisering av segment
Foner (segment) åskådliggörs av fonetiker med instrument som mäter frekvenser i tal. Överst i Bild A visas ett oscillogram, som visar den sammansatta svängningsrörelsen, och nederst i Bild A visas en spektrogram, som visar frekvenser på y‑axeln och intensitet med svärta i en gråskala. X‑axeln är tidsaxel. Segment är urskiljbara, fast med övergångszoner. I diftongen ⟨ou⟩, IPA [aʊ] syns att vokalljudet ändras under uttalet av diftongen.

## Fonetisk ekvivalens, fontyp och allofoner
Ordet fon har en dubbel betydelse. För det första kan fon beteckna en unik händelse. Fon kan beteckna vart och ett av de segment som en människa uttalar i faktiskt tal. Varje segment som uttalas skulle kunna transkriberas fonetiskt inom hakparenteser, enligt IPA:s konventioner.
För det andra kan fon eller språkljud (speech sound) beteckna en typ av ljud. Forskare postulerar att många fysikaliska drag hos de unika segment som uttalas inte är lingvistiskt relevanta, till exempel att en person uttalar sina segment med en låg manlig röst. Ordet fon kan därför övergå till att betyda en klass eller en typ av segment; det kan betyda alla segment som är fonetiskt ekvivalenta för mänskliga åhörare, ehuru icke fysikaliskt identiska. De engelska termerna phone type och tyska phontyp betecknar denna övergång i betydelse från enskild händelse (event, Instanz) till en typ.
Eftersom fonetisk analys, som markeras med hakparenteser, kan identifiera typer av ljud, används transkriptionssättet med hakparenteser, något tvetydigt, även som ett sätt att beteckna allofoner, fastän fon (en konkret händelse) och allofon (ett abstrakt begrepp) är skilda begrepp.

## Terminologisk historia
På 1900‑talet etablerades språkbruket att fonetikens undersökningsobjekt är (bland annat) foner, medan fonologins undersökningsobjekt är fonem. Idén om skillnaden mellan fon (språkljud) och fonem utvecklades från 1870‑talet fram till 1920‑talet. Termen ”fon” myntades dock ganska sent, senast 1935.
 Termen fon (phone) har en svagare ställning än fonem; till exempel används den inte av International Phonetic Association i Handbook of the International Phonetic Association, utan segment och speech sound används i stället av IPA. I många texter, särskilt äldre texter, diskuteras därför fonbegreppet (både i betydelsen ”enskild händelse” och ”typ”) utan att termen ”fon” används.

## Etymologi
Ordet fon (engelska phone, tyska phon) kommer av grekiska φωνή (phōnḗ, ”ljud”), men har i den moderna betydelsen använts sedan 1940‐talet.